# غمار تشيلي
غمار تشيلي (الاسم العلمي: Gammarus chilensis) هو نوع من المفصليات يتبع جنس الغمار من الفصيلة الغمارية.